# Кубок Кар'яла
Кубок Кар'яла (фін. Karjala-turnaus) — міжнародний хокейний турнір у Фінляндії. Проводиться між чотирма національними збірними: Швейцарії, Фінляндії, Чехії та Швеції до 2021 року брала участь у змаганнях збірна Росії. 
Проводиться з 1992 року. Проходить на Хартвалль Арені (Гельсінкі), за винятком 2012 та 2013 років (арена була задіяна на матчах чемпіонату світу), а сам турнір відбувся у місті Турку. З 1997 року є етапом Єврохокейтуру.

## Назви турніру

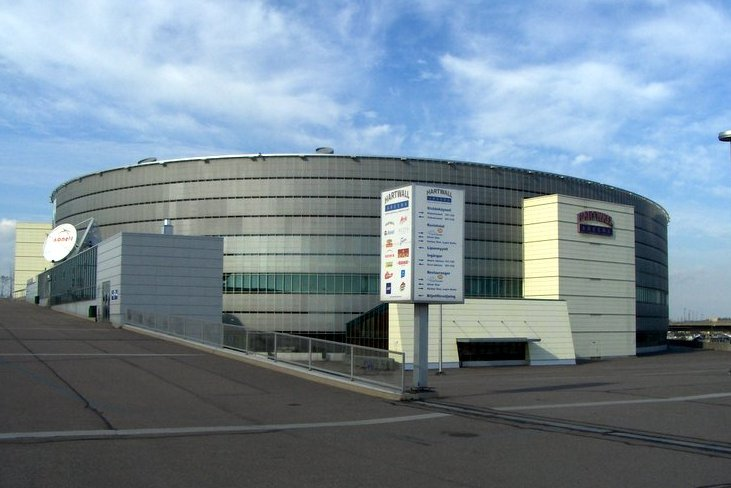
Хартвалль Арена

- 1992 — Кубок Сауна
- 1995 — Різдвяний кубок
- з 1996 — Кубок Кар'яла

## Переможці
| Рік              | Переможець | 2 місце        | 3 місце   |
| ---------------- | ---------- | -------------- | --------- |
| 19921            | Росія      | Чехословаччина | США       |
| 1995             | Швеція     | Фінляндія      | Франція   |
| 1996             | Фінляндія  | Швеція         | Росія     |
| 1997             | Швеція     | Чехія          | Росія     |
| 1998             | Фінляндія  | Росія          | Чехія     |
| 1999             | Фінляндія  | Росія          | Чехія     |
| 2000             | Фінляндія  | Швеція         | Росія     |
| (квітень) 20022  | Фінляндія  | Росія          | Швеція    |
| (листопад) 20023 | Фінляндія  | Чехія          | Швеція    |
| 2003             | Фінляндія  | Чехія          | Росія     |
| 2004             | Фінляндія  | Швеція         | Чехія     |
| 2005             | Фінляндія  | Швеція         | Росія     |
| 2006             | Росія      | Чехія          | Швеція    |
| 2007             | Росія      | Швеція         | Чехія     |
| 2008             | Росія      | Чехія          | Швеція    |
| 2009             | Росія      | Фінляндія      | Швеція    |
| 2010             | Фінляндія  | Росія          | Швеція    |
| 2011             | Росія      | Фінляндія      | Чехія     |
| 2012             | Чехія      | Фінляндія      | Росія     |
| 2013             | Фінляндія  | Росія          | Швеція    |
| 2014             | Швеція     | Фінляндія      | Росія     |
| 2015             | Швеція     | Фінляндія      | Росія     |
| 2016             | Росія      | Чехія          | Фінляндія |
| 2017             | Фінляндія  | Росія          | Швеція    |
| 2018             | Росія      | Фінляндія      | Чехія     |
| 2019             | Чехія      | Фінляндія      | Росія     |
| 2020             | Росія      | Чехія          | Фінляндія |
| 2021             | Швеція     | Фінляндія      | Росія     |
| 2022             | Швеція     | Швейцарія      | Чехія     |
| 2023             | Чехія      | Швеція         | Фінляндія |
| 2024             | Фінляндія  | Чехія          | Швейцарія |

1 Кубок Сауна.
2 Частина Єврохокейтуру, сезон 2001-02
3 Частина Єврохокейтуру, сезон 2002-03

## Статистика
| Медалісти            | Медалісти | Медалісти | Медалісти |
| -------------------- | --------- | --------- | --------- |
| Збірні               |           |           |           |
| Фінляндія            | 13        | 9         | 3         |
| Росія                | 9         | 6         | 10        |
| Швеція               | 6         | 6         | 8         |
| Чехія Чехословаччина | 3         | 9         | 7         |
| Швейцарія            | –         | 1         | 1         |
| США                  | –         | –         | 1         |
| Франція              | –         | –         | 1         |